# Lélia Constance Băjenesco
Lélia Constance Băjenesco (née le 21 mai 1908 à Corlate, Dolj en Roumanie et décédée le 15 décembre 1980 à Craiova en Roumanie, a été la première femme radioamatrice de Roumanie.

## Biographie
Née le 21 mai 1908 à Corlate, Dolj, Roumanie, est la fille de Gheorghe et Smaranda Petresco. En 1926 elle passe le baccalauréat au lycée Elena Cuza de Craiova.
En 1929 elle marie l’officier de transmissions Ioan Băjenesco (réalisateur, le 26 septembre 1926, de la première émission roumaine de radioamateur sur ondes courtes), qui - ensemble avec le médecin docteur Alexandre Savopol de Craiova - a construit la première station émission-réception par ondes courtes de la Roumanie et a mis les bases du radio-club CV5 de Craiova, en 1928. Lélia Băjenesco ayant une solide éducation, une très bonne culture générale et parlant couramment l’allemand et le français est vite attirée par l’activité de son mari.
Elle apprend la radiophonie et l’alphabet Morse en participant à la construction et la mise en service des appareils émission-réception radio et maîtrise tous les aspects-clés du radioamateurisme. Elle sort bientôt ”en éther” et, en 1926, devient la première femme radioamatrice roumaine, en utilisant l’indicatif de son mari, YL CV5BI. En maitrisant parfaitement le français et l’allemand, elle réussit de milliers de liaisons radiophoniques sur tous les méridiens.

## Sources bibliographiques
- (ro) George Marcu, Femei de seamă din România. De ieri și de azi, București, Editura Meronia, 2017 (ISBN 978-606-750-022-6).
- (ro) George Marcu et Rodica Ilinca, Enciclopedia personalităţilor feminine din România, București, Editura Meronia, 2012, 615 p. (ISBN 978-973-7839-77-0), p. 45